# Heterocyprideis
Heterocyprideis is een geslacht van kreeftachtigen uit de klasse van de Ostracoda (mosselkreeftjes).

## Soorten
- Heterocyprideis blanpiedi (Stephenson in Howe & Law, 1936) Hazel, Mumma & Huff, 1980 †
- Heterocyprideis fascis (Brady & Norman, 1889) Hazel, 1968
- Heterocyprideis macrotuberculata Masson & Whatley, 1977 †
- Heterocyprideis sorbyanoides Swain, 1963 †